# Туризм в Тасмании
Основными туристическими достопримечательностями Тасмании являются её уникальные природные богатства, а также исторические памятники, практически все связанные с наследием колониального режима (конец XIX века).
Туризм на острове начал бурное развитие лишь с началом двухтысячных в связи с улучшением экономического климата во всей Австралии, а также с оптимизацией транспортного сообщения.

## Транспорт
Тасмания обслуживается только рейсами местных авиалиний. В аэропорты острова (в Хобарте, Лонсестоне и Девонпорте) можно попасть из аэропортов многих городов материковой Австралии, откуда осуществляются регулярные авиарейсы.
Кроме этого, с материка на остров можно добраться морем с помощью ежедневно действующей паромной переправы Мельбурн — Девонпорт (морская транспортная компания Spirit of Tasmania).
По самой Тасмании удобнее всего передвигаться на арендованном автомобиле или с помощью сети автобусных маршрутов.

## Экотуризм
Объектом Всемирного наследия ЮНЕСКО благодаря уникальной по составу и сохранности природе с большим количеством видов-эндемиков является Tasmanian Wilderness — территория «Дикая природа Тасмании».
Национальные парки занимают более 20 % острова. Самые известные из них:
- Cradle Mountain-Lake St Clair National Park
- Franklin-Gordon Wild Rivers National Park
- Walls of Jerusalem National Park
- Hartz Mountains National Park
- Mole Creek Karst National Park
- South East Mutton Bird Islet
- Southwest National Park
- Central Plateau Conservation and Protected Areas
- Devils Gullet State Reserve
- Ben Lomond National Park
- Freycinet National Park

В Тасмании существует множество экскурсий и туристических маршрутов по Национальным паркам, различных по протяженности и насыщенности программы.

## Культурные достопримечательности
Первые европейские поселения возникли на острове в самом начале XIX века, а первыми их обитателями были в основном каторжники, привезенные сюда для освоения новых земель, и их вооруженная охрана. С тех пор на Тасмании сохранилась масса исторических достопримечательностей «тюремного» характера: станции пробаций в Дарлингтоне, Угольные шахты, город-тюрьма Порт-Артур, «остров мертвых», руины тюрем и госпиталей. Для туристов даже созданы специальные тематические туры, подробно знакомящие с историей этого темного периода в жизни острова.
Кроме этого, туристы могут осматривать на острове архитектурные достопримечательности колониального времени, посетить Музей искусства в Хобарте и Культурный центр аборигенов в Девонпорте, увидеть галереи народных ремесел и старейший австралийский театр Theatre Royal…

## Активный отдых
В Тасмании туристам предлагают множество возможностей для активного отдыха:
- Наблюдение за дикими животными
- Дайвинг
- Рыбалка
- Серфинг
- Рафтинг по белой воде
- Гребля на каноэ и каяках
- Яхтинг
- Парапланеризм
- Горные и равнинные велосипедные туры
- Спелеология
- Игра в гольф
- Скалолазание

Кроме любительского спорта, здесь проводятся и крупные международные соревнования. Например, апрельские автогонки Targa Tasmania или декабрьская яхтенная регата Sydney to Hobart Yacht Race.
На Тасмании также проводятся ежегодные сельские ярмарки-шоу, многочисленные праздники и фестивали, в которых интересно будет принять участие любому путешественнику:
- Taste of Tasmania, грандиозный кулинарный фестиваль, стартующий в декабре в Хобарте.
- Festivale, сельский фестиваль в феврале в Лонсестоне.
- Savour Tasmania, майские соревнования лучших шеф-поваров.
- Northern Open Vineyards Weekend и Southern Open Vineyards Weekend, мартовские винные фестивали.
- Falls Festival, музыкальный фестиваль в Marion Bay накануне Нового года.
- Chocolate Winterfest, июльский фестиваль шоколада в Latrobe…

## Пляжный отдых
На восточном побережье острова расположены замечательные песчаные пляжи. Здесь солнечно практически весь год, поэтому именно тут находятся большинство популярных курортов штата: Хобарт, п-ов Фрейсин, Стэнли, Крэйдл Маунтин, Ланчестон, Св. Елена.
На острове достаточно отличных пляжей как для дайверов, так и для серферов, рыбаков или любителей яхтинга. Кроме этого, на курортах вам предложат выход в море для наблюдения за стаями дельфинов и комбинированные туры с осмотром близлежащих природных достопримечательностей, так как большинство курортных мест расположено в непосредственной близости с местными заповедниками.
Отельная инфраструктура острова хорошо развита: здесь можно найти как гостиницы различного уровня для любителей комфорта, так и недорогие хостелы или апартаменты.